# Andrena elmaria
Andrena elmaria är en biart som beskrevs av Gusenleitner 1998. Andrena elmaria ingår i släktet sandbin, och familjen grävbin. Inga underarter finns listade i Catalogue of Life.

## Bildgalleri

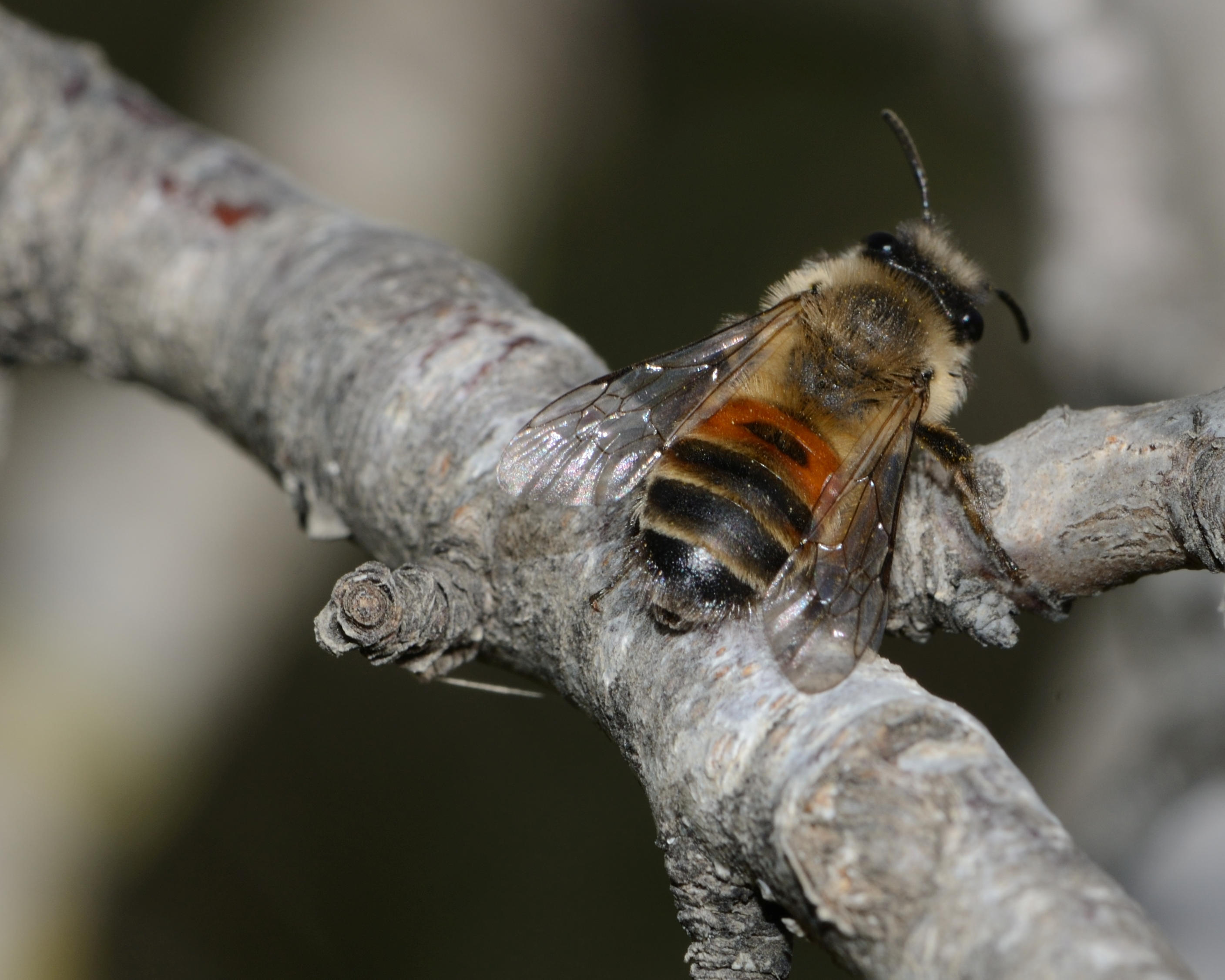